# Abaixador de língua

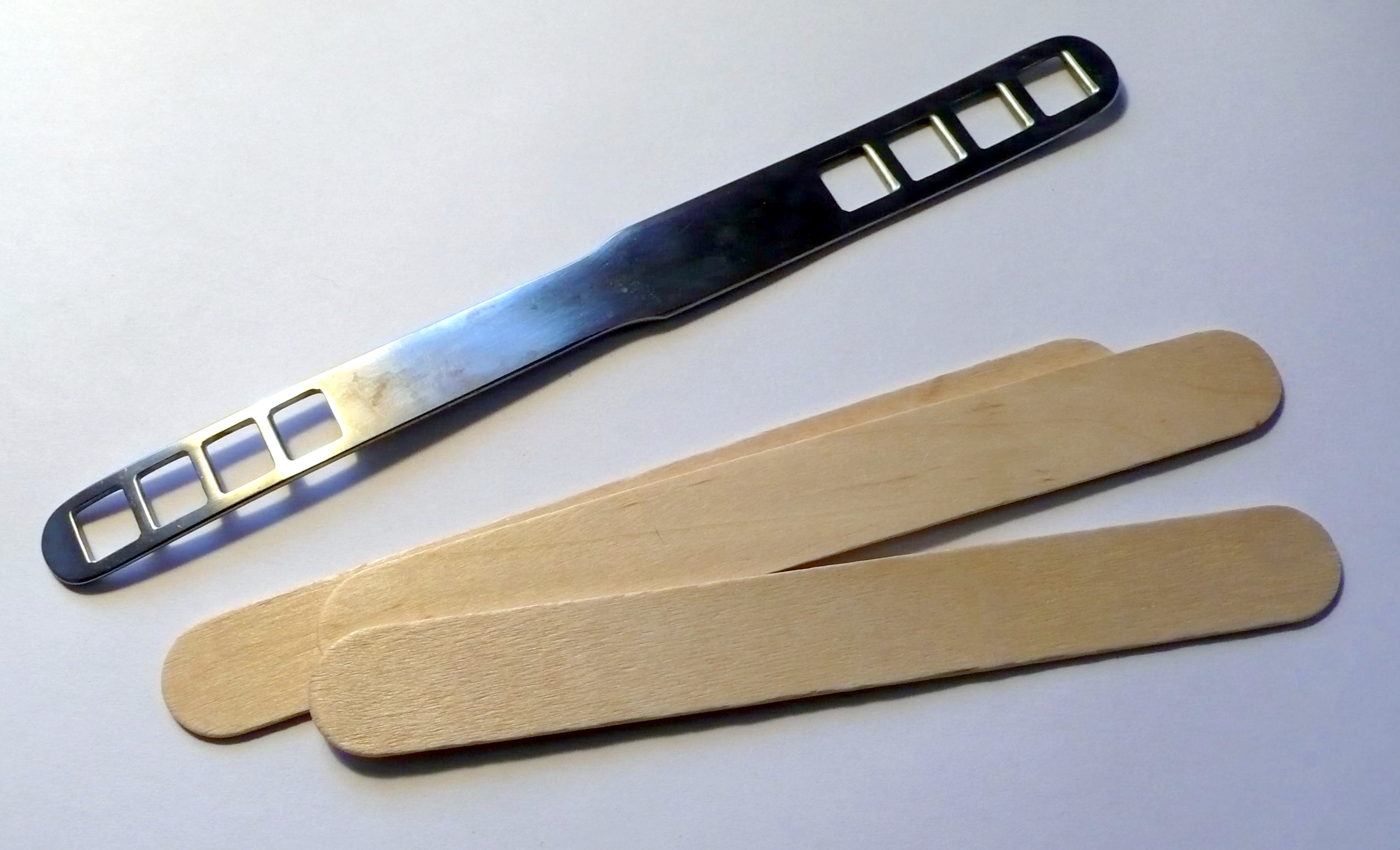
Abaixadores de língua

Abaixador de língua ou abaixa-língua, também conhecido como glossocátoco ou cataglosso, é um pequeno instrumento médico e Odontológico em forma de espátula, geralmente feito de madeira, utilizado na medicina e Odontologia para abaixar a base superior da língua e permitir o exame da boca e da garganta.

## Tipos
- Tobold
- Andrew
- Bruenings
- Abaixa-língua de Bruenings